# لؤي ناظر
لؤي هشام ناظر هو شخصية رياضية ورجل اعمال سعودي ، ورئيس نادي الاتحاد السعودي منذ 20 يونيو 2024 ، ورئيس مجلس إدارة شركة بوبا العربية إحدى شركات التأمين في المملكة العربية السعودية.

## المؤهلات العلمية
- درجة البكالوريوس في الهندسة الميكانيكية من جامعة كاليفورنيا في لوس أنجلوس .
- درجة الماجستير في إدارة الأعمال من جامعة كاليفورنيا في لوس أنجلوس .
- الدكتوراه الفخرية في الرسائل الإنسانية من Goodwin College بالولايات المتحدة الأمريكية .[2]

## الخبرات والمناصب
- رئيس مجلس إدارة شركة بوبا العربية .[3]
- رئيس مجموعة ناظر .[4]
- عضو في مجلس إدارة مجلس الضمان الصحي التعاوني .
- رئيس لمجلس إدارة منظمة رؤساء الاتحاد الدولية لعام 2006 – 2007 .[5]
- نائب رئيس اللجنة الأولمبية العربية السعودية.[6]
- عضو في منظمة القادة الشباب العالميين لعام 2013 .[7]

- رئيس مجلس إدارة نادي الاتحاد السعودي.